# Cruz Colorada
Cruz Colorada är en ort i Mexiko.   Den ligger i kommunen Chignahuapan och delstaten Puebla, i den sydöstra delen av landet, 120 km nordost om huvudstaden Mexico City. Cruz Colorada ligger 2 832 meter över havet och antalet invånare är 464.
Terrängen runt Cruz Colorada är huvudsakligen kuperad, men åt nordost är den platt. Cruz Colorada ligger uppe på en höjd. Runt Cruz Colorada är det ganska tätbefolkat, med 54 invånare per kvadratkilometer. Närmaste större samhälle är Chignahuapan, 13,1 km sydost om Cruz Colorada. Omgivningarna runt Cruz Colorada är en mosaik av jordbruksmark och naturlig växtlighet.